# Свидетельство об арийском происхождении

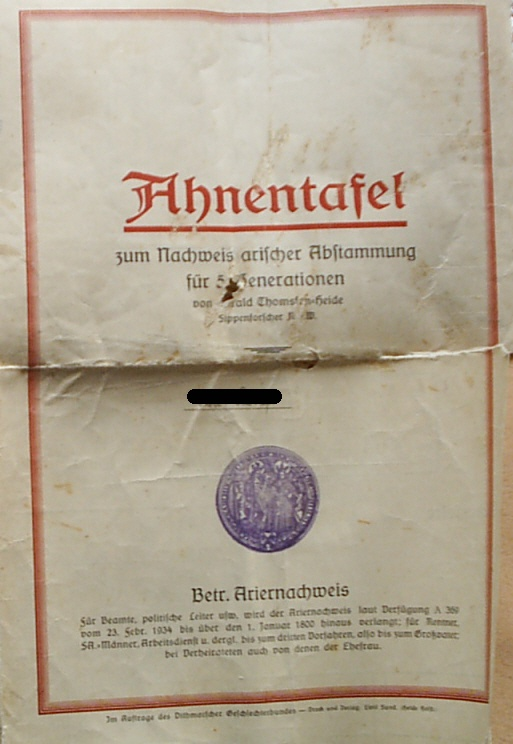
«Таблица предков для свидетельства об арийском происхождении в пяти поколениях»

Свидетельство об «арийском» происхождении (нем. Ariernachweis) — документ в нацистской Германии, удостоверяющий «принадлежность к арийской расе».
Документ был введён в апреле 1933 года для занятых в государственных учреждениях, в том числе учёных германских университетов. Соответствующие справки требовали профессиональные объединения, многие предприятия и часть церквей при приёме на работу.
С введения этого документа началась дискриминация групп населения, в идеологии нацизма считавшихся «неарийцами», прежде всего евреев и цыган. В 1935 году «неарийцы» были лишены гражданских прав, а в 1941—1945 годах подверглись изгнанию и уничтожению в Холокосте.

## Предшественники
В Испании королевский дом и церковь после изъятия имущества и изгнания испанских евреев (Альгамбрский декрет) с 1492 года требовали доказательства «чистоты крови» (исп. «limpieza de sangre») от придворных служащих и членов духовенства. Этим евреи и мавры  были лишены возможности социального продвижения. Так возникла идеология, что «хорошая кровь» имеет важное значение для достижения хорошего социального статуса. Симон Визенталь указал на существенную аналогию со свидетельством об «арийском» происхождении.

## Основы

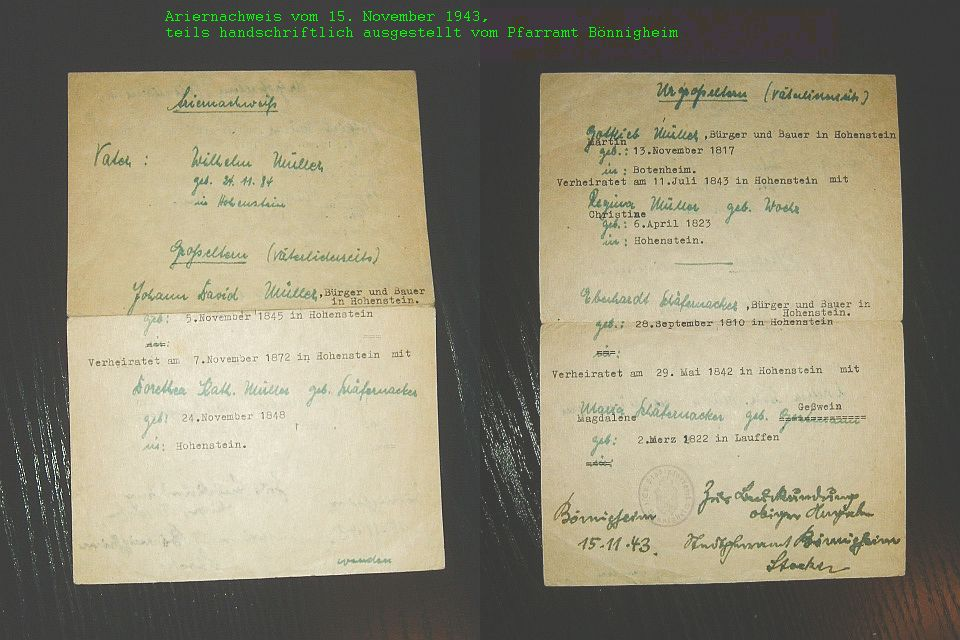
Свидетельство об арийском происхождении 1943 года

Программа из 25 пунктов Национал-социалистической немецкой рабочей партии (НСДАП) 1920 года показала, против кого направлен расизм национал-социалистов. Она требовала изгнания всех въехавших в страну с 1914 года евреев и лишения гражданских прав всех евреев Германии. Понятия «ариец» и «неариец» в программе ещё не были определены.
Правовой основой свидетельства служил параграф 3 (так называемый арийский параграф) «Закона о восстановлении чиновничества» (Gesetz zur Wiederherstellung des Berufsbeamtentums) от 7 апреля 1933 года. Первая инструкция об исполнении закона от 11 апреля 1933 дала нечёткое определение:

Неарийцем считается тот, кто происходит от неарийских, особенно еврейских родителей или прародителей. Достаточно, если один из родителей или прародителей не является арийцем. Это действительно, в частности, если один из родителей или прародителей принадлежал к иудейской религии.
Поскольку не существует специфических «расовых» признаков евреев, в качестве критерия была использована еврейская религия. «Арийцем» считался лишь тот, кто мог доказать происхождение от нееврейских прародителей. Происхождение прадедов и прабабушек, а также их религию закон не принимал во внимание. Это привело к абсурдным противоречиям. Так, если еврейский прадед крестил своих детей по христианской вере, то их дети и внуки, согласно закону, были «чистокровными арийцами». Если прадед этого не сделал, то те же внуки и правнуки по закону были «неарийцами». Если внук христианского деда принял еврейскую религию, то его дети и внуки с тех пор стали неарийцами, хотя все их предки были христианами.
Таким образом, случайный выбор религии определил «расовую принадлежность». Для утверждения «арийского» происхождения недостаточно было доказать, что предки принадлежали к одному из народов Северной Европы, которые считались «арийским сообществом народов». Даже внешний вид и черты характера, которые расистами приписывались «арийцам», доказательствами «арийского» происхождения не являлись.

## «Малое» свидетельство
В большинстве случаев требовалось «малое» свидетельство. Для его получения необходимо было предоставить семь свидетельств о рождении (крещении) — заявителя, его родителей и родителей родителей и трёх свидетельств о бракосочетании (родителей и их родителей). Эти справки должны были быть заверены пастырями, сотрудниками ЗАГСов или архивов.
С 1934 года круг лиц, которые должны иметь «малое» свидетельство, был расширен и включил всех служащих и работников Рейха и коммун, врачей, юристов и учащихся высших школ.

## «Большое» свидетельство
«Большое» свидетельство требовалось кандидатам вступления в НСДАП (доказательство «арийского» происхождения до 1800 года) и в СС. Эсэсовцами становились на добровольной основе высокие мужчины «арийского» происхождения 25—35 лет, знавшие своё происхождение до пятого колена (точнее: офицерский состав — до 1750 года, прочие — до 1800 года). Однако позднее это требование стало относиться только к так называемым Общим СС, которые, помимо сотрудников административного аппарата СС, включали лиц, занимавших гражданские должности вне СС и состоявших в СС в порядке «общественного служения». В период Второй мировой войны при СС создавались многочисленные национальные подразделения (существовали и русские части СС), куда вначале набирали лиц «арийской внешности», а ближе к концу войны — любых лиц. Такие «неарийцы» не могли рассчитывать на карьеру в Общих СС, однако имели право через несколько лет службы получить германское гражданство.